# Clyde Lee Conrad

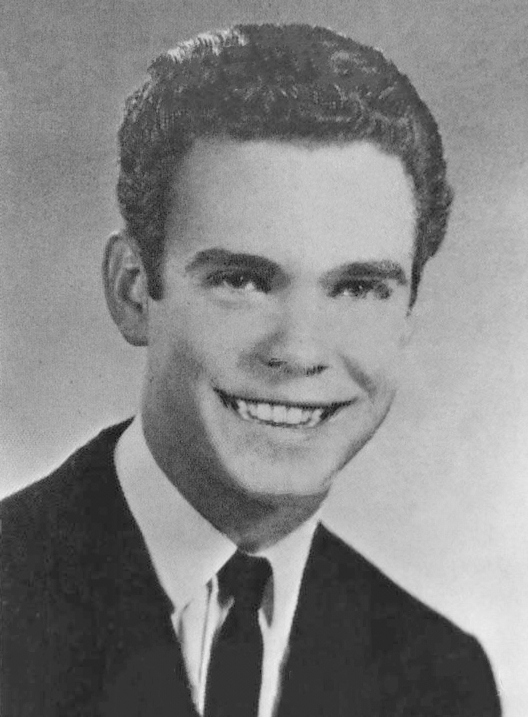
Clyde Lee Conrad (1965), Foto aus dem Jahrbuch seiner High School

Clyde Lee Conrad (* 28. August 1947 in Bergholz (Ohio); † 8. Januar 1998 in Diez) war ein US-amerikanischer Sergeant First Class der United States Army und Spion für den Ostblock. Er war die erste und ist bislang die einzige Person, die in der Bundesrepublik Deutschland wegen Landesverrats zu einer lebenslangen Freiheitsstrafe verurteilt wurde. Die Urteilsbegründung spricht vom schwersten Verrat in der Bundesrepublik. Zudem war Conrad auch der erste Nicht-Deutsche, der in der Bundesrepublik wegen Landesverrats in besonders schwerem Fall angeklagt wurde.

## Leben
Conrad wurde 1948 in Ohio geboren und trat 1965 in die United States Army ein. Ab 1966 war er in der Bundesrepublik stationiert. Während seines einjährigen Einsatzes im Vietnamkrieg wurde er viermal ausgezeichnet. 1969 heiratete er eine Deutsche, die zwei Kinder in die Ehe einbrachte. Später bekamen beide einen weiteren gemeinsamen Sohn.
1975 wurde er von Zoltán Szabó als Spion geworben. Szabó war Sergeant First Class und Vorgesetzter von Conrad. Zugleich war der ungarisch-stämmige Szabó auch Oberst des ungarischen Militärgeheimdienstes, für den er seit 1967 arbeitete. Szabó benötigte einen Nachfolger, der seine Spionagetätigkeit nach dem Ende seiner Dienstzeit 1975 fortsetzen konnte. 1977 wurde Conrad Verschlusssachen-Verwalter der 8th Infantry Division in Bad Kreuznach, was ihm ideale Zugänge zu Verratsmaterial bot. 1978 erhielt er die Ermächtigung zum Umgang mit Verschlusssachen des höchsten Geheimhaltungsgrades Top Secret. Eine Wiederholungsüberprüfung seiner Sicherheitsüberprüfung erfolgte bis zu seinem Dienstende nicht. Conrad war verantwortlich für die Verwahrung der Verschlusssachen im Stab der 8. Infantry Division und hatte die Schlüssel für einen Fotokopierer für Verschlusssachen. So konnte er aktenkofferweise geheimes Material aus der Kaserne bringen. Einen Teil seiner Dienstzeit war er in der Abteilung G 3 (Planung, Taktik, Ausbildung) eingesetzt. Conrad war auch für den tschechoslowakischen Geheimdienst tätig.
Es wird davon ausgegangen, dass Conrad mindestens ein Dutzend Unter-Quellen anwarb, in der Regel niedrige Dienstgrade, indem er ihnen viel Geld versprach. Viele nahmen das Angebot an. Jene, die ablehnten, meldeten den Werbungsversuch aber auch nicht den zuständigen Stellen.
Die von ihm angeworbenen Soldaten setzten ihre Spionage fort, nachdem sie in die Vereinigten Staaten zurückversetzt wurden. Neben Informationen sollen sie über eine Tarnfirma in Kanada hunderttausende damals hochmoderne Mikrochips in den Ostblock geschleust haben. Zwei in Ungarn geborene Ärzte, die Brüder Sandor und Imre Kercsik, dienten als Kuriere. Von Schweden aus reisten sie etwa nach Mainz und Kufstein, um sich mit Conrad zu treffen. Sie wurden in Schweden verhaftet und von einem schwedischen Gericht zu je 18 Monaten Freiheitsstrafe verurteilt. Die Geständnisse der beiden Kuriere sowie die Tatsache, dass einer der beiden genau Buch über die Treffen geführt hatte, belasteten Conrad schwer.
Ein Zuträger von Conrad war Roderick James Ramsay, der von 1983 bis 1985 unmittelbare unter ihm diente. Anfangs fotografierte er Dokumente mit einer 35-mm-Kamera ab, später filmte er sie ab. So entstanden 45 Stunden Film. Ramsay wurde nach zweijährigen Ermittlungen im Juni 1990 in Tampa, Florida, verhaftet und am 28. August 1992 zu 36 Jahren Freiheitsstrafe verurteilt. Mildernd auf das Strafmaß wirkte sich seine Zusammenarbeit mit dem FBI aus. Daneben spionierte auch Jeffery Eugene Gregory für Conrad. Er wurde von Ramsay angeworben. Gregory diente von März 1984 bis Oktober 1986 in der 8th Infantry Division und war dort als Kraftfahrer eingesetzt und half unter anderem bei der Wartung der beweglichen Befehlsstelle des Divisionskommandeurs. Einmal soll er 10 Kilogramm Verschlusssachen in seinem militärischen Fluggepäck transportiert haben. Gregory wurde am 29. April 1993 in Fort Richardson, Alaska, verhaftet und am 28. März 1994 zu 18 Jahren Freiheitsstrafe verurteilt. Ein weiterer Angehöriger des Spionagerings von Conrad war Jeffry Stephen Rondeau. Er war auf dem Marinestützpunkt Bangor eingesetzt, dem Pazifik-Hafen der strategischen Raketen-Uboote der United States Navy. Dort beschaffte er Informationen in Bezug zu Kernwaffen. Verhaftet am 22. Oktober in Tampa, wurde er im Juni 1994 durch ein Militärgericht zu 18 Jahren Freiheitsstrafe verurteilt.
Im September 1985 endete seine 20-jährige Dienstzeit bei den US-Streitkräften, fast 16 davon in Deutschland, im Dienstgrad Sergeant First Class. Er erhielt 900 US-Dollar Pension. Conrad blieb in Deutschland und wohnte weiterhin in der Nähe seiner damaligen Kaserne zusammen mit seiner Ehefrau und seinem Sohn. Seine Spionagetätigkeit setzte er bis 1986 fort, indem er noch zu Zeiten seines aktiven Dienstes beschaffte und zwischengelagerte Dokumente weiterverkaufte.

## Ermittlungen, Verhaftung, Prozess und Haft
1979 bemerkte die Central Intelligence Agency, dass die Sowjetunion im Besitz von US-Kriegsplänen war. Die Vereinigten Staaten starteten die Operation Canasta Player, um das Leck zu suchen, das aufgrund der Art der Pläne im Bereich des V Corps vermutet wurde. Die 8th Infantry Division, in der Conrad diente, war dem V Corps unmittelbar unterstellt. 1985 war ein Täterprofil fertiggestellt worden. Anhand dessen wurde eine Reihe von Verdächtigen ermittelt. 1986 wurde festgestellt, dass Conrad perfekt in das Profil passte. Er lebte deutlich über seinen Verhältnissen. Obwohl er lediglich 765 US-Dollar erhielt, offiziell keinem Nebenjob nachging und seine Frau nicht berufstätig war, besaß er zwei neue Pkw. Als seine Versorgungsbezüge mehrere Monate ausblieben, bemerkte Conrad dies nicht. Die Spionageabwehr der United States Army, das United States Army Intelligence and Security Command (INSCOM), war sich sicher, konnte ihn aber nicht festnehmen lassen, da er mittlerweile außer Dienst war. Das FBI verlangte weitere Beweise. Einmal verfolgten INSCOM-Soldaten in einer Observation Conrad nach Österreich, unter Verletzung von dessen Neutralität. Da die USA keine Handhabe hatten, die Zivilperson Conrad in Deutschland festzunehmen, mussten die deutschen Behörden eingeschaltet werden. Dies geschah zum spätestmöglichen Zeitpunkt, da die US-Behörden von einer Unterwanderung der westdeutschen Spionageabwehr-Behörden durch das ostdeutsche Ministerium für Staatssicherheit ausgingen. Mit der späteren Enttarnung von Klaus Kuron im Bundesamt für Verfassungsschutz, Joachim Krase im Militärischen Abschirmdienst, Hans-Joachim Armborst im Verfassungsschutz Niedersachsen und weiterer Personen zeigte sich, dass die Vermutung richtig war.
Endgültig überführt werden konnte er, als Conrad versuchte, einen verdeckt arbeitenden Mitarbeiter der US-Spionageabwehr anzuwerben, der bereits auf ihn angesetzt war.
Am 23. August 1988 wurde Conrad in der Bundesrepublik verhaftet. 1989 erfolgte die Anklageerhebung durch den Generalbundesanwalt beim Bundesgerichtshof, Kurt Rebmann. Die Hauptverhandlung begann am 17. Januar 1990. Vorsitzender Richter war Ferdinand Schuth. Am 6. Juni 1990 verhängte das Oberlandesgericht Koblenz gegen Conrad eine lebenslange Freiheitsstrafe, womit es dem Antrag der Anklage folgte. Die Verteidigung, vertreten durch Klaus Hummerich und den Koblenzer Rechtsanwalt Werner Hecker, hatte auf eine zeitige Freiheitsstrafe plädiert. Des Weiteren wurde der Verfall von 2,2 Millionen D-Mark Agentenlohn sowie die Beschlagnahme von zahlreichen Vermögensgegenständen zur Deckung der Gerichtskosten angeordnet. Als Hauptgrund für den Verrat sah das Gericht Habgier.
Im April 1991 verwarf der Bundesgerichtshof die Revision gegen das Urteil als unbegründet.
Conrad verbüßte seine Strafe in der Justizvollzugsanstalt Diez. Dort starb er am 8. Januar 1998 im Alter von 50 Jahren an einem Herzinfarkt.

## Verratsumfang
Zu dem von Conrad verratenen Informationen gehörten Militärpläne von Hannover bis nach Italien. Darunter waren auch Dokumente der in der Bundesrepublik stationierten V Corps und VII Corps über einen defensiven Nuklearschlag der NATO im Verteidigungsfall. Er verriet die Stellungen von taktischen Kernwaffen und deren streng geheime Kodierungen sowie Truppenbewegungen. Verraten wurden auch Notfallpläne der US-Streitkräfte, die in Friedenszeiten zum Beispiel im Falle eines Terroranschlags greifen, Handbücher über militärische Fernmeldegeräte sowie Dokumente der französischen Streitkräfte und der Bundeswehr.
Conrad hat insgesamt 30.000 eingestufte Dokumente an Ungarn und die Tschechoslowakei geliefert, von wo sie ihren Weg zum sowjetischen KGB nach Moskau fanden. Vom ungarischen Geheimdienst erhielt Conrad umgerechnet mindestens zwei Millionen D-Mark, vom tschechoslowakischen Geheimdienst mindestens 200.000 D-Mark. Spätestens 1978 besaß er ein Bankschließfach in der Schweiz, in dem er Gold einlagerte, sowie mehrere Bankkonten.

## Bewertung
Der Generalbundesanwalt und das Oberlandesgericht Koblenz sahen im Fall Conrad den bislang schwersten Verratsverfall in der Bundesrepublik, sogar gegen die NATO, was sich in der für schweren Landesverrat einmaligen Strafhöhe widerspiegelt. Nach Ansicht des Gerichts hätten die verratenen Verteidigungspläne den Warschauer Pakt dazu verleiten können, einen Krieg zu beginnen. Die verratenen Informationen hätten zum Zusammenbruch der NATO-Verteidigung führen können, so ein Sachverständiger vor Gericht. Die frühzeitige Zerstörung der defensiven taktischen Kernwaffen, deren Stellungen dem Warschauer Pakt nun bekannt waren, hätte zum Einsatz der wesentlich stärkeren strategischen Kernwaffen gezwungen. Der Schaden durch Conrads Verrat war irreparabel.
Conrad leitete einen der größten Spionageringe seit dem Ende des Zweiten Weltkrieges.
Conrad war bei Kameraden und Vorgesetzten gleichermaßen beliebt und respektiert. Er galt als fleißig und vertrauenswürdig, was seinen Verrat begünstigte.
Neben der Gefahr eines besonders schweren Nachteils für die äußere Sicherheit der Bundesrepublik Deutschland sah das Gericht als strafverschärfend auch den Missbrauch der verantwortlichen Stellung an, die Conrad zur Wahrung von Staatsgeheimnissen besonders verpflichtet hatte. Erschwerend kam hinzu, dass er versuchte, Informationen über seine ungarischen Verbindungen an die USA zu verkaufen.
Die Ungarn bezeichneten Conrad als den besten Agenten des Kalten Krieges.